# Consultoria

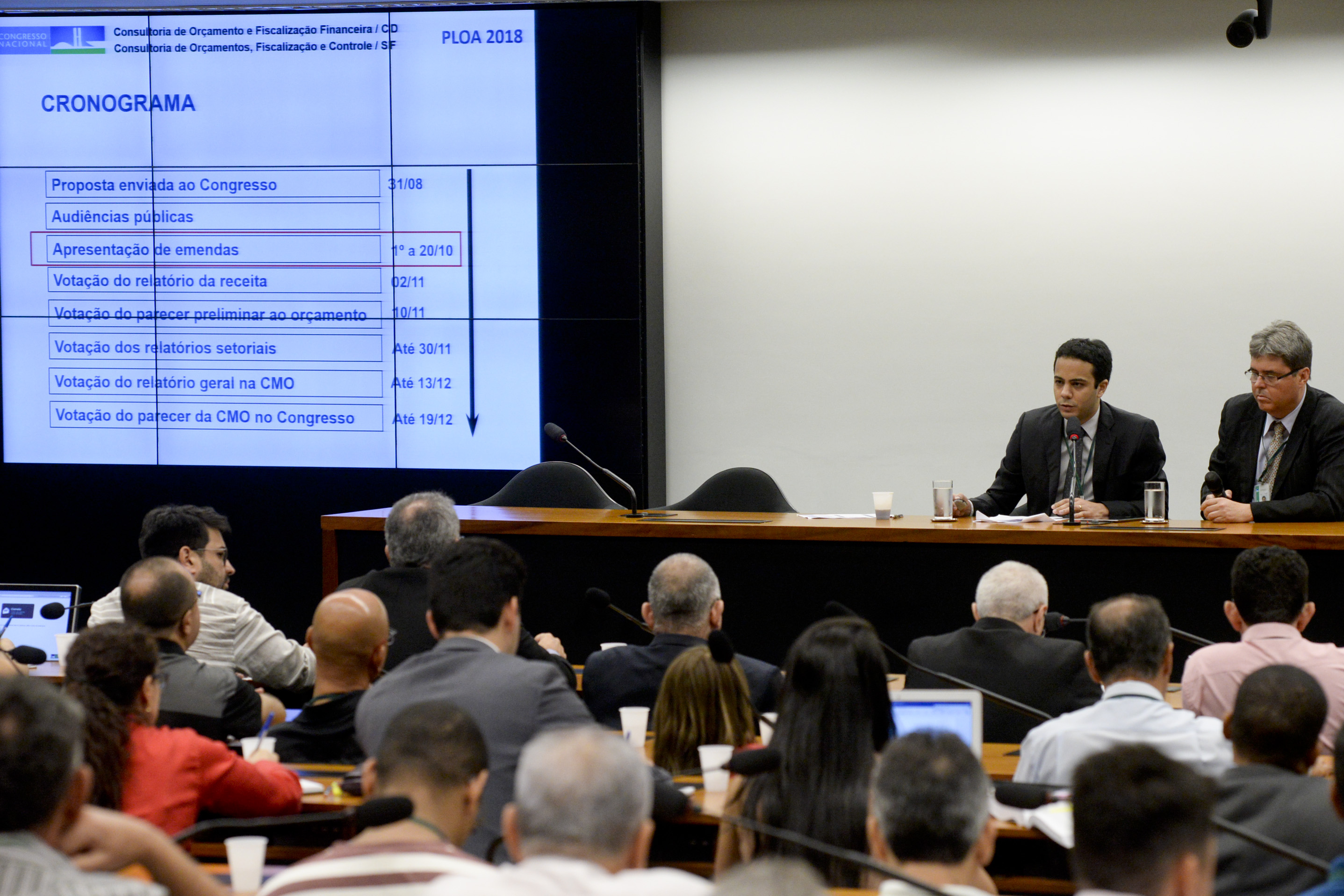
Consultoria orçamentária sendo apresentada à Comissão Mista de Planos, Orçamentos Públicos e Fiscalização (CMO) do Senado Federal do Brasil, em 2018.

A consultoria é uma ciência interdisciplinar e serviço profissional especializado de aconselhamento pessoal, empresarial, governamental ou organizacional. É um serviço profissional que tem como metodologia-base a assessoria e a assistência prática, mesclando conceitos técnicos diversos.
A consultoria pode ser abrangente ou específica. De maneira abrangente, foca-se geralmente em atividade-início, no auxílio na construção e elaboração teórica e lógica, e atividade-meio, no acompanhamento da gestão e planejamento. A consultoria também pode ser utilizada como atividade-fim, na mensuração e avaliação da execução.

## História
A consultoria remonta às origens das relações humanas. É ato de conferência para deliberação de qualquer assunto que requeira prudência. Constitui-se na reflexão em busca de uma resposta por meio do mais adequado conselho ou de forma mais complexa, porém menos objetiva, de um parecer.

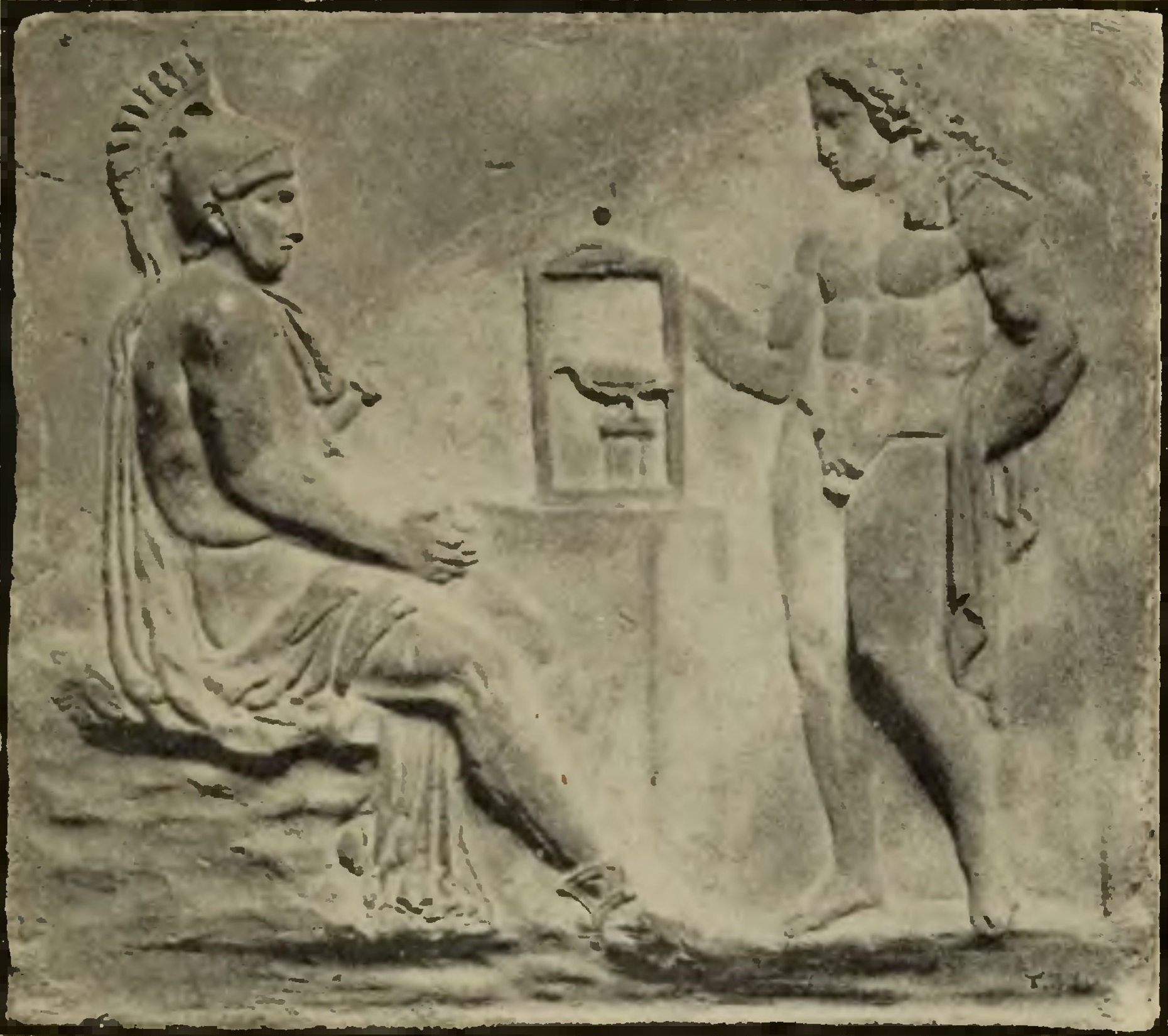
Consulta ao Oráculo de Delfos, datada de 14 AD, em uma terracota depositada no Museu Britânico.

Registros antropológicos definem como traço comum às sociedades humanas o surgimento de indivíduos adotados como guias, que aconselhavam suas comunidades em todas as questões, desde relacionamentos, até ações para caça ou a guerra, inclusive aspectos da saúde física e psicológica. A consultoria, assim, deriva da tradição de aconselhar, que também deu origem aos homens sagrados (sacerdotes).
Na Grécia Antiga, os sacerdotes do Oráculo de Delfos proviam consultorias embasadas nas observações sistemáticas e inteligentes dos fenômenos naturais, entendidas naquela época como predições de homens escolhidos pelos deuses e dotados de poderes especiais. Foi nesse ambiente que surgiram os primeiros filósofos e o ideal da busca do conhecimento e do entendimento racional do mundo e da própria humanidade através da ciência.
Foi somente no início do século XX que a consultoria passou a ganhar os moldes da atividade hoje bem definida e caracterizada. Especialmente nas décadas de 1940 e 1950 nos Estados Unidos e na Europa Ocidental ocorreram importantes avanços na sistematização do trabalho de consultoria, com vinculação eminentemente técnica e científica aliada à experiência e fundamentada em teorias, mas sempre com foco nas soluções práticas.
Assim, embora mescle capacidades de vários ramos científicos, a consultoria é uma interdisciplina da ciência humana e da social, pois constitui-se na amálgama do conhecimento e da experiência para a análise do meio e da aplicação empírica.

## Subdivisões
Existem dois tipos de consultoria: a consultoria interna e a consultoria externa. O serviço de consultoria que se dedica totalmente a um meio é chamado interno. Já os serviços ocasionais são chamados externos.